# Syscalma cleophanta
Syscalma cleophanta is een vlinder uit de familie van de sikkelmotten (Oecophoridae). De wetenschappelijke naam van de soort is voor het eerst geldig gepubliceerd in 1922 door Edward Meyrick.
De soort werd door Eric Mjöberg ontdekt in Queensland (Australië).